# 007/カジノ・ロワイヤル (1967年の映画)
『007/カジノ・ロワイヤル』（英語: Casino Royale）は、1967年公開のイギリス・アメリカ合作のスパイコメディ映画。
コロムビア映画の製作。ピーター・セラーズ、ウルスラ・アンドレス、デヴィッド・ニーヴン他オールスターキャストの大作コメディーで新人時代のジャクリーン・ビセットも出演していることで知られる。

## 概要
作品はイアン・フレミングの同名の小説で1953年に出版された『カジノ・ロワイヤル』を原作とする007シリーズのパロディで、オーソン・ウェルズが悪役のル・シフル役で出演、007を名乗る人物と戦うストーリー展開である。
1955年、まだアメリカでは無名のボンド小説のシリーズ1作目の映画化権をグレゴリー・ラトフが＄6000で取得。しかし、ラトフは本作を映画化することなく1960年に他界、その後、権利はハリウッドの重役であるチャールズ・K・フェルドマンの手に渡り、ハワード・ホークス監督、リー・ブラケット脚本、ケーリー・グラント主演（イーオン・プロダクションズ（イオン・プロ）もシリーズを立ち上げる際、主演候補にしたが、グラントの年齢もさることながら、低予算の都合もあり、大スターのグラントを起用することは出来なかった。）で映画化を試みるが、失敗。その後、イオン・プロのシリーズが世界的に大成功したことから『カジノ・ロワイヤル』を正式なボンドシリーズにしようとした。イオン・プロとユナイテッド・アーティスツ（ユナイト）も合作の可能性を模索していたが、最終的に交渉は決裂した。
交渉決裂後、フェルドマンはショーン・コネリーと接触、出演交渉をするが、当時のコネリーは半年に1回はボンド以外の役をやることで気分転換を図っていたため、連続してボンドを演じることに拒否反応を示し、このオファーを断る。
これらの交渉不成立の結果、フェルドマンはコロムビア映画と契約し、本家007シリーズと当時世界中を席巻していたスパイ映画を茶化した壮大なパロディ映画にすることに方針転換し、イオン・プロのシリーズでも（現在に至るまで）行われていない、超オールスターの作品にすることを決意、ボンド役にフレミングの友人でボンドのモデルの一人とされていたデヴィッド・ニーヴンを迎え、隠居久しい老ボンド卿という設定にした。作品公開時のニーヴンは57歳、一方のコネリーは37歳で、当然、激しいアクションシーンは存在しない。もっとも、ロジャー・ムーアが最後にボンドを演じた『007/美しき獲物たち』の公開時のムーアの年齢は58歳で2022年現在でも最高齢のボンドである。
老ボンド卿は本作では前面に立たず、ピーター・セラーズを筆頭に多くのスターたちがボンドの影武者となって画面を賑わせ、敵とスタッフと観客を混乱させる。
本作はこれが本物と言わんばかりにデヴィッド・ニーヴン＝ジェームズ・ボンドであることを強調したため、今日でもボンドのモデルはニーヴンだと固く信じている者も多いが、ニーヴンはあくまでもモデルの一人に過ぎず、外見上のボンドのモデルはピアニストのホーギー・カーマイケルである。さらに言えば、原作、最後の作品である『黄金の銃を持つ男』のボンドのモデルはまさしく、ショーン・コネリーその人である。
また予告編等で出演するスターたちを紹介する度にナレーションが発した「○○・イズ（is）・ジェームズ・ボンド」という謳い文句が、流行し、ユナイトも『007は二度死ぬ』のポスターに「ショーン・コネリー・イズ・ジェームズ・ボンド」と謳ったものの、当時プロデューサーとの関係が悪化し、契約延長の意思がなく、降板を表明していたコネリーの逆鱗に触れた。これに慌てたユナイト側は『ショーン・コネリー・アズ（as）・ジェームズ・ボンド』に訂正させるという場外戦も展開した。
『007は二度死ぬ』より2か月だけ早く公開されたこの1967年版は、イオン・プロ以外によって制作された2つのジェームズ・ボンド映画のうち最初の作品である（2番目となる映画は1983年の『ネバーセイ・ネバーアゲイン』）。全体的に明らかなパロディであり、当時の一般的なボンド像を随所でからかっている。ジャクリーン・ビセットが演じた役名は『黄金銃を持つ男』のグッドナイト（Goodnight）がGoodthighs（"thigh"は腿のことで「ミス・フトモモ」などと訳された）と茶化され、『ロシアより愛をこめて』でクロンスティーン（＝No.5）を演じたシェイバルや『ドクター・ノオ』のウルスラ・アンドレスが出演し、金粉美女の大騒ぎ、ドクター・ノオならぬドクター・ノアが細菌テロを計画するなど、他の007作品からのアイデアも盛り込まれたが、配給がMGM・コロンビア映画へ移ったので本作品は正式なジェームズ・ボンド映画作品としては考えられていない。
一方で、バート・バカラックによる音楽が素晴らしいこと（主題歌「恋の面影」はアカデミー歌曲賞にノミネートされた）、当時の豪華な俳優たちが数多く出ていること、にもかかわらず内容は脈絡のない乱痴気騒ぎをくりひろげること、などから1960年代のカオスな雰囲気が近年再評価され、『オースティン・パワーズ』シリーズなどにも影響を与えている。

## あらすじ
20年前に引退して広大な庭園の中に立つ屋敷に隠棲する往年の名スパイ、ジェームズ・ボンド卿（007）を、イギリス秘密情報部長官のMと、CIA、KGB、フランス軍情報部の幹部が訪ねて来た。各国の情報部員が謎の組織スメルシの手によって次々に殺害または行方不明になり、復帰を要請するためであったが、ジェームズ卿はこれを断る。制裁のため、Mの合図を受けて撃ち込まれた迫撃砲弾によって屋敷は爆破されるが、手違いでMも死亡してしまった。
ボンドはスコットランドに住むM夫人フィオーナを弔問に訪れる。Mの屋敷で彼を出迎えたのは、替え玉であるスメルシ工作員ミミだった。ミミたち美女工作員たちの目的はボンドの評判を失墜させることだったが、ミミはボンドの魅力のとりこになってしまい、彼に協力するようになる。ボンドは美女軍団から仕掛けられた鳥形爆弾攻撃やカーチェイスを退ける。
ロンドンに戻り、Mに替わって情報部のトップに就いたジェームズ卿は、犠牲になった情報部員たちが色仕掛けに負けたことを知る。彼は敵を混乱させるため、全ての情報部員にジェームズ・ボンド（007）と名乗らせることにさせ、男性情報部員には女性からの誘惑に耐える訓練を施す。
ジェームズ卿とマタ・ハリとの間に生まれた娘マタ・ボンドは、父の命を受けて、かつて母も学んだ東ベルリンのスパイ学校に潜入する。彼女はそこで、スメルシ幹部ル・シフルがみずから使い込んだ組織の金を穴埋めするために、秘密フィルムを各国の情報機関に売りさばくオークションに遭遇し、妨害に成功した。
窮地に陥ったル・シフルは、カジノ・ロワイヤルでイカサマ・ギャンブルをして金を稼ごうとする。ジェームズ卿は元情報部員の富豪ヴェスパーを通じてバカラの名手イブリン・トレンブルをスカウトしており、彼もまたジェームズ・ボンドを名乗ってル・シフルと勝負することになった。ヴェスパーがル・シフルから透視サングラスを奪ったことで、トレンブルはバカラの真剣勝負に勝利を収める。カジノを出たヴェスパーとトレンブルはル・シフルによって誘拐される。トレンブルは精神的な拷問にかけられるが、辛くもヴェスパーによって救出され、ル・シフルはスメルシの刺客によって射殺される。
やがて、スメルシのボスであるドクター・ノアの正体と、彼の馬鹿馬鹿しい目的が明らかになり、最後の対決である大ドタバタ活劇が展開する。

## キャスト
| 役名                         | 俳優                       | 日本語吹替   | 日本語吹替                              | 日本語吹替        |
| 役名                         | 俳優                       | 日本テレビ版 | NETテレビ版                             | VOD版             |
| ---------------------------- | -------------------------- | ------------ | --------------------------------------- | ----------------- |
| イブリン・トレンブル（007）  | ピーター・セラーズ         | 浦野光       | 青野武                                  | 川本克彦          |
| ヴェスパー・リンド（007）    | ウルスラ・アンドレス       | 武藤礼子     | 此島愛子                                | 高橋理恵子        |
| ジェームズ・ボンド卿         | デヴィッド・ニーヴン       | 川久保潔     | 中村正                                  | 安原義人          |
| ル・シッフル                 | オーソン・ウェルズ         | 雨森雅司     | 富田耕生                                | 五王四郎          |
| マタ・ボンド（007）          | ジョアンナ・ペティット     | 松尾佳子     | 吉田理保子                              | 角本明子          |
| ザ・デテイナー（秘密兵器）   | ダリア・ラヴィ             | 此島愛子     |                                         | 織部ゆかり        |
| ジミー・ボンド               | ウディ・アレン             | 嶋俊介       | 肝付兼太                                | 坂東尚樹          |
| ミミ                         | デボラ・カー               | 水城蘭子     | 水城蘭子                                | 野村須磨子        |
| ランサム（CIA）              | ウィリアム・ホールデン     | 木村幌       | 嶋俊介                                  | 石原辰己          |
| ルグラン（フランス情報局）   | シャルル・ボワイエ         | 和田文夫     | 和田啓                                  | 堀越富三郎        |
| マクタリー（M）              | ジョン・ヒューストン       | 千葉耕市     | 北村弘一                                | 五王四郎          |
| スメルノフ（KGB）            | クルト・カッツナー         | 渡部猛       | 神山卓三                                | 仗桐安            |
| ジョージ・ラフト             | ジョージ・ラフト           | 大木民夫     | 北村弘一                                | 堀越富三郎        |
| フランス外人部隊員           | ジャン＝ポール・ベルモンド | 青野武       | 神山卓三                                |                   |
| クーパー（007）              | テレンス・クーパー         | 柴田秀勝     | 仲木隆司                                | 本多新也          |
| マネーペニー                 | バーバラ・ブーシェ         | 小原乃梨子   | 麻上洋子                                | まつだ志緒理      |
| バターカップ                 | アンジェラ・スコーラー     | 森田育代     | 登場シーンカット                        | 槙乃萌美          |
| エライザ                     | ガブリエラ・リカディ       | 浅井淑子     | 登場シーンカット                        | 槙乃萌美          |
| ヘザー                       | トレイシー・クリスプ       | 川口有美子   | 登場シーンカット                        | 織部ゆかり        |
| ペグ                         | エレイン・テイラー         |              | 登場シーンカット                        |                   |
| ミス・フトモモ               | ジャクリーン・ビセット     | 小林裕子     | 登場シーンカット                        | 織部ゆかり        |
| メグ                         | アレクサンドラ・バステード |              | 登場シーンカット                        |                   |
| ホフナー                     | アンナ・クエイル           | 三木弘子     | 登場シーンカット                        | 津川祝子          |
| ハドリー                     | デレク・ニモ               | 青野武       | 仲木隆司                                | 藤翔平            |
| ポロ                         | ロニー・コーベット         | 肝付兼太     | 登場シーンカット                        | 坂東尚樹          |
| カジノ支配人                 | コリン・ゴードン           | 梓欣造       | 村松康雄                                | 石原辰己          |
| カールトン・タワーズ         | バーナード・クリビンス     | 上田敏也     | 村松康雄                                | 蜂須賀智隆        |
| 武器を誘導する女             | トレイシー・リード         |              |                                         |                   |
| ドアマン／MI5の男            | ジョン・ブルーサル         |              |                                         |                   |
| Q                            | ジョフリー・ベイルドン     | 北村弘一     | 登場シーンカット                        | 井木順二          |
| Qの助手                      | ジョン・ウェルズ           | 納谷六朗     | 登場シーンカット                        | 大泊貴揮          |
| マティス警部                 | ダンカン・マクレイ         | 北村弘一     | 北村弘一                                | 田原正治          |
| カジノの受付                 | グレアム・スターク         | 肝付兼太     | 広瀬正志                                |                   |
| シック                       | シック・マレー             |              |                                         |                   |
| ジョン                       | ジョナサン・ラウス         |              |                                         |                   |
| 英国陸軍将校                 | リチャード・ワッティス     |              |                                         |                   |
| ル・シッフルの部下           | ヴァルデック・シェイバル   | 寺島幹夫     | 嶋俊介                                  |                   |
| 最初のバグパイプ奏者         | パーシー・ハーバート       |              |                                         |                   |
| コントロール・ルームの指令係 | ペニー・ライリー           |              |                                         |                   |
| 女部隊隊長／チンリン         | ジーン・ローランド         | 太田淑子     |                                         | くわばらあきら    |
| 以下はノンクレジット         |                            |              |                                         |                   |
| ジョンソン                   | レオン・タウ               | 藤城裕士     |                                         | 蜂須賀智隆        |
| ジャグ（J）                  | ミレーユ・ダルク           |              |                                         |                   |
| 中国の将軍                   | バート・クウォーク         | 青野武       | 登場シーンカット                        |                   |
| コントロール・ルームの女     | キャロライン・マンロー     |              |                                         |                   |
| バグパイプ奏者               | ピーター・オトゥール       | 北村弘一     | 仲木隆司                                |                   |
| ミミの配下                   | アンジェリカ・ヒューストン |              |                                         |                   |
| フランケンシュタインの怪物   | デヴィッド・プラウズ       |              |                                         |                   |
| 車を追う男                   | スターリング・モス         |              |                                         |                   |
| 不明 その他                  | N/A                        | 城山知馨夫   | 原えおり 秋元千賀子 鈴木れい子 戸部光代 | 俊藤光利 太田五葵 |

- 日本テレビ版：1972年6月14日・21日『水曜ロードショー』
- NETテレビ版：1976年10月9日『土曜映画劇場』
- 2023年12月27日発売の『007/カジノ・ロワイヤル 日本語吹替版初収録スペシャル・エディション』には、上記の3種類の吹替を収録[5]。

## スタッフ
- 監督：ジョン・ヒューストン、ケン・ヒューズ、ロバート・パリッシュ、ジョセフ・マクグラス、ヴァル・ゲスト、リチャード・タルマッジ（クレジット無し）
- 製作：チャールズ・K・フェルドマン
- 原作：イアン・フレミング
- 脚本：ウォルフ・マンキウィッツ、ジョン・ロウ、マイケル・セイヤーズ

脚色および追加台詞（クレジット無し）：ウディ・アレン、ヴァル・ゲスト、ベン・ヘクト、ジョゼフ・ヘラー、テリー・サザーン、ビリー・ワイルダー、ピーター・セラーズ
- 撮影：ジャック・ヒルデヤード
- 撮影補佐：ニコラス・ローグ、ジョン・ウィルコックス
- 音楽：バート・バカラック
  - テーマ曲：ハーブ・アルパート&ザ・ティファナ・ブラス（「カジノ・ロワイヤルのテーマ」。インストゥルメンタル）
  - 主題歌：ダスティ・スプリングフィールド（「恋の面影」）
- 編集：ビル・レニー
- プロダクション・デザイン：マイケル・ストリンガー
- メイン・タイトル：リチャード・ウィリアムズ

#### 日本語版
- 日本語字幕：太田国夫

|      | 日本テレビ版      | NETテレビ版         | VOD版            |
| ---- | ----------------- | ------------------- | ---------------- |
| 演出 | 佐藤敏夫          | 高桑慎一郎          | 飯村靖雄         |
| 翻訳 | 広瀬順弘          |                     | 真鍋美枝         |
| 調整 | 今関幸一          | 山田太平            | 和島幸太         |
| 効果 | 藤田信夫 遠藤堯雄 | 大野義信 東上別符精 | N/A              |
| 制作 | 東北新社          | 日米通信社          | ブロードメディア |